# 아산화물
아산화물(亞酸化物)는 보통의 산화물보다 산화 정도가 한 단계 낮은 산화물을 통칭하는 말이다. 다음과 같은 화합물을 아산화물의 예로 들 수 있다.
- C3O2 : 아산화 탄소 또는 이산화 삼탄소
- N2O : 아산화 질소 또는 일산화 이질소
- Cu2O : 아산화 구리 또는 산화 구리(I)
- Zn2O : 아산화 아연 또는 산화 아연(I)

그러나 '아산화물'이라는 말은 혼동을 주기 쉽고, 산화 상태를 명확하게 나타내지 못한다는 단점이 있다.
| Rb9O2 cluster | Cs11O3 cluster |
| Rb9O2         | Cs11O3         |

## 참고 문헌
- 化學大辭典編集委員會 편, 성용길, 김창홍 역, 《화학대사전》, 서울: 世和, 2001.